# Saša Drakulić
Saša Drakulić (in serbo Саша Дракулић?; Vinkovci, 28 agosto 1972) è un ex calciatore serbo, di ruolo attaccante.

## Carriera

### Club
Nato in Jugoslavia, Drakulić si trasferisce in Corea del Sud nel 1995. Durante i suoi otto anni in Asia, si fa notare realizzando 103 reti in 273 partite di campionato e vincendo il titolo di miglior marcatore della K League nel 1999 con 23 marcature in 37 turni di campionato. Ritornato in Europa nel 2004, realizza 46 gol in 93 incontri nei campionati del vecchio continente, ritirandosi nel gennaio del 2011.

## Palmarès

### Club

#### Competizioni nazionali
- K League Classic: 3

Seongnam Ilhwa Chunma: 2001, 2002, 2003

### Individuale
- Capocannoniere della K League Classic: 1

1999 (23 gol, ex aequo con Ahn J.H.)